# Bollnäs domsagas valkrets
Bollnäs domsagas valkrets var vid riksdagsvalen till andra kammaren 1884–1908 en särskild valkrets med ett mandat. Vid valen 1884–1905 var valkretsens namn Södra Hälsinglands västra tingslags valkrets; namnet ändrades till Bollnäs domsagas valkrets vid valet 1908. Valkretsen, som ungefär motsvarade dagens Ovanåkers och Bollnäs kommuner, avskaffades vid införandet av proportionellt valsystem i valet 1911, då den uppgick i Hälsinglands södra valkrets.

## Riksdagsmän
- Jon Jonsson (1885–vårsessionen 1887)
- Jonas Johnsson, gamla lmp 1887–1894, vilde 1895–1905 (höstsessionen 1887–1905)
- Eric Jonsson, lib s (1906–1908)
- Jonas Jonsson, lib s (1909–1911)

## Valresultat

### 1896
| Andrakammarvalet i Sverige 1896: Bollnäs domsagas valkrets | Andrakammarvalet i Sverige 1896: Bollnäs domsagas valkrets | Andrakammarvalet i Sverige 1896: Bollnäs domsagas valkrets | Andrakammarvalet i Sverige 1896: Bollnäs domsagas valkrets | Andrakammarvalet i Sverige 1896: Bollnäs domsagas valkrets |
| Kandidat                                                   | Kandidat                                                   | Röster                                                     | Röster                                                     | Röster                                                     |
| Kandidat                                                   | Kandidat                                                   | Antal                                                      | %                                                          | +− %                                                       |
| ---------------------------------------------------------- | ---------------------------------------------------------- | ---------------------------------------------------------- | ---------------------------------------------------------- | ---------------------------------------------------------- |
|                                                            | Jonas Johnsson                                             | 18                                                         | 60,0                                                       |                                                            |
|                                                            | Jon Jonsson                                                | 12                                                         | 40,0                                                       |                                                            |
| Antal giltiga röster                                       | Antal giltiga röster                                       | 30                                                         |                                                            |                                                            |
| Kasserade röster                                           | Kasserade röster                                           | 0                                                          |                                                            |                                                            |
| Totalt                                                     | Totalt                                                     | 30                                                         |                                                            |                                                            |

38,8% deltog vid valet av elektorer.

### 1899
| Andrakammarvalet i Sverige 1899: Bollnäs domsagas valkrets | Andrakammarvalet i Sverige 1899: Bollnäs domsagas valkrets | Andrakammarvalet i Sverige 1899: Bollnäs domsagas valkrets | Andrakammarvalet i Sverige 1899: Bollnäs domsagas valkrets | Andrakammarvalet i Sverige 1899: Bollnäs domsagas valkrets |
| Kandidat                                                   | Kandidat                                                   | Röster                                                     | Röster                                                     | Röster                                                     |
| Kandidat                                                   | Kandidat                                                   | Antal                                                      | %                                                          | +− %                                                       |
| ---------------------------------------------------------- | ---------------------------------------------------------- | ---------------------------------------------------------- | ---------------------------------------------------------- | ---------------------------------------------------------- |
|                                                            | Jonas Johnsson                                             | 398                                                        | 60,7                                                       | ▲0,7                                                       |
|                                                            | Jon Jonsson                                                | 252                                                        | 38,5                                                       | ▼1,5                                                       |
|                                                            | Övriga kandidater                                          | 5                                                          | 0,8                                                        | —                                                          |
| Antal giltiga röster                                       | Antal giltiga röster                                       | 655                                                        |                                                            |                                                            |
| Kasserade röster                                           | Kasserade röster                                           | 3                                                          |                                                            |                                                            |
| Totalt                                                     | Totalt                                                     | 658                                                        |                                                            |                                                            |

Valet ägde rum den 20 augusti 1899. Valdeltagandet var 35,9%.

### 1902
| Andrakammarvalet i Sverige 1902: Bollnäs domsagas valkrets | Andrakammarvalet i Sverige 1902: Bollnäs domsagas valkrets | Andrakammarvalet i Sverige 1902: Bollnäs domsagas valkrets | Andrakammarvalet i Sverige 1902: Bollnäs domsagas valkrets | Andrakammarvalet i Sverige 1902: Bollnäs domsagas valkrets |
| Kandidat                                                   | Kandidat                                                   | Röster                                                     | Röster                                                     | Röster                                                     |
| Kandidat                                                   | Kandidat                                                   | Antal                                                      | %                                                          | +− %                                                       |
| ---------------------------------------------------------- | ---------------------------------------------------------- | ---------------------------------------------------------- | ---------------------------------------------------------- | ---------------------------------------------------------- |
|                                                            | Jonas Johnsson                                             | 514                                                        | 72,1                                                       | ▲11,4                                                      |
|                                                            | A. Olsson i Edsbyn                                         | 196                                                        | 27,5                                                       |                                                            |
|                                                            | Övriga kandidater                                          | 3                                                          | 0,4                                                        | —                                                          |
| Antal giltiga röster                                       | Antal giltiga röster                                       | 713                                                        |                                                            |                                                            |
| Kasserade röster                                           | Kasserade röster                                           | 1                                                          |                                                            |                                                            |
| Totalt                                                     | Totalt                                                     | 714                                                        |                                                            |                                                            |

Valet ägde rum den 14 september 1902. Valdeltagandet var 33,9%.

### 1905
| Andrakammarvalet i Sverige 1905: Bollnäs domsagas valkrets | Andrakammarvalet i Sverige 1905: Bollnäs domsagas valkrets | Andrakammarvalet i Sverige 1905: Bollnäs domsagas valkrets | Andrakammarvalet i Sverige 1905: Bollnäs domsagas valkrets | Andrakammarvalet i Sverige 1905: Bollnäs domsagas valkrets |
| Kandidat                                                   | Kandidat                                                   | Röster                                                     | Röster                                                     | Röster                                                     |
| Kandidat                                                   | Kandidat                                                   | Antal                                                      | %                                                          | +− %                                                       |
| ---------------------------------------------------------- | ---------------------------------------------------------- | ---------------------------------------------------------- | ---------------------------------------------------------- | ---------------------------------------------------------- |
|                                                            | Eric Jonsson                                               | 547                                                        | 69,5                                                       |                                                            |
|                                                            | A. Sandberg i Bollnäs                                      | 118                                                        | 15,0                                                       |                                                            |
|                                                            | A. Olsson i Edsbyn                                         | 107                                                        | 13,6                                                       | ▼13,9                                                      |
|                                                            | Övriga kandidater                                          | 15                                                         | 1,9                                                        | —                                                          |
| Antal giltiga röster                                       | Antal giltiga röster                                       | 787                                                        |                                                            |                                                            |
| Kasserade röster                                           | Kasserade röster                                           | 4                                                          |                                                            |                                                            |
| Totalt                                                     | Totalt                                                     | 791                                                        |                                                            |                                                            |

Valet ägde rum den 10 september 1905. Valdeltagandet var 35,5%.

### 1908
| Andrakammarvalet i Sverige 1908: Bollnäs domsagas valkrets | Andrakammarvalet i Sverige 1908: Bollnäs domsagas valkrets | Andrakammarvalet i Sverige 1908: Bollnäs domsagas valkrets | Andrakammarvalet i Sverige 1908: Bollnäs domsagas valkrets | Andrakammarvalet i Sverige 1908: Bollnäs domsagas valkrets |
| Kandidat                                                   | Kandidat                                                   | Röster                                                     | Röster                                                     | Röster                                                     |
| Kandidat                                                   | Kandidat                                                   | Antal                                                      | %                                                          | +− %                                                       |
| ---------------------------------------------------------- | ---------------------------------------------------------- | ---------------------------------------------------------- | ---------------------------------------------------------- | ---------------------------------------------------------- |
|                                                            | Jonas Jonsson                                              | 911                                                        | 63,0                                                       |                                                            |
|                                                            | Helge Donatus Janson (höger)                               | 526                                                        | 36,4                                                       |                                                            |
|                                                            | Övriga kandidater                                          | 8                                                          | 0,6                                                        | —                                                          |
| Antal giltiga röster                                       | Antal giltiga röster                                       | 1 445                                                      |                                                            |                                                            |
| Kasserade röster                                           | Kasserade röster                                           | 5                                                          |                                                            |                                                            |
| Totalt                                                     | Totalt                                                     | 1 450                                                      |                                                            |                                                            |

Valet ägde rum den 6 september 1908. Valdeltagandet var 57,6%.